# 真里谷信応
真里谷 信応（まりやつ のぶまさ、永正12年（1515年） - 天文21年11月7日（1552年11月22日））は、戦国時代の上総国の戦国大名。本姓は源氏。清和源氏の一家系、河内源氏の庶流、甲斐源氏武田氏の傍系にあたる。上総武田氏、または真里谷氏という。真里谷恕鑑（信清）子、真里谷信高の父。

## 概要
恕鑑の正式な嫡男であったが、誕生時には既に庶兄の真里谷信隆が後継者として立てられていたため、父が隠居したときに家督を継げなかった。そこへ信隆への家督継承に際し、父の対立者であった足利義明からの横槍が入り、一族の有力者である真里谷全方らの支持も加わると、兄を破って家督を奪った。しかし、後ろ盾であった足利義明が国府台合戦にて戦死すると、北条氏綱と手を結んだ信隆の反撃に遭って再度家督を奪われ追放された。以後は里見義堯を頼ったといわれている。
その後、信隆の後を継いだ真里谷信政が義堯に攻められると、突然、里見氏に反旗を翻してこれに抵抗して甥の信政を助ける。これは既に同族の真里谷朝信が里見氏の正木時茂に討たれて大多喜城を奪われており、里見氏の野望が真里谷氏そのものに向けられているという危機感を抱いたためであると見られる。
しかし、天文21年11月4日には椎津城陥落のために信政が自害し、その3日後には信応も自害に追い込まれた。この年の12月14日に北条氏康が信応供養のために寺領を寄付している。